# تسلا مدل ایکس
تسلا مدل ایکس (به انگلیسی: Tesla Model X) نام نوعی خودروی برقی و اولین محصول چهار در شاسی بلند شرکت تسلا موتورز است. نام آن از نام نیکولا تسلا مخترع صربستانی-آمریکایی موتورهای برق متناوب گرفته شده‌است. تاریخ تحویل اولین نمونه آن ماه ژوئیه ۲۰۱۴ بوده است.
این اتومبیل نیروی خود را تماماً از باتری به دست می‌آورد.

## نگارخانه

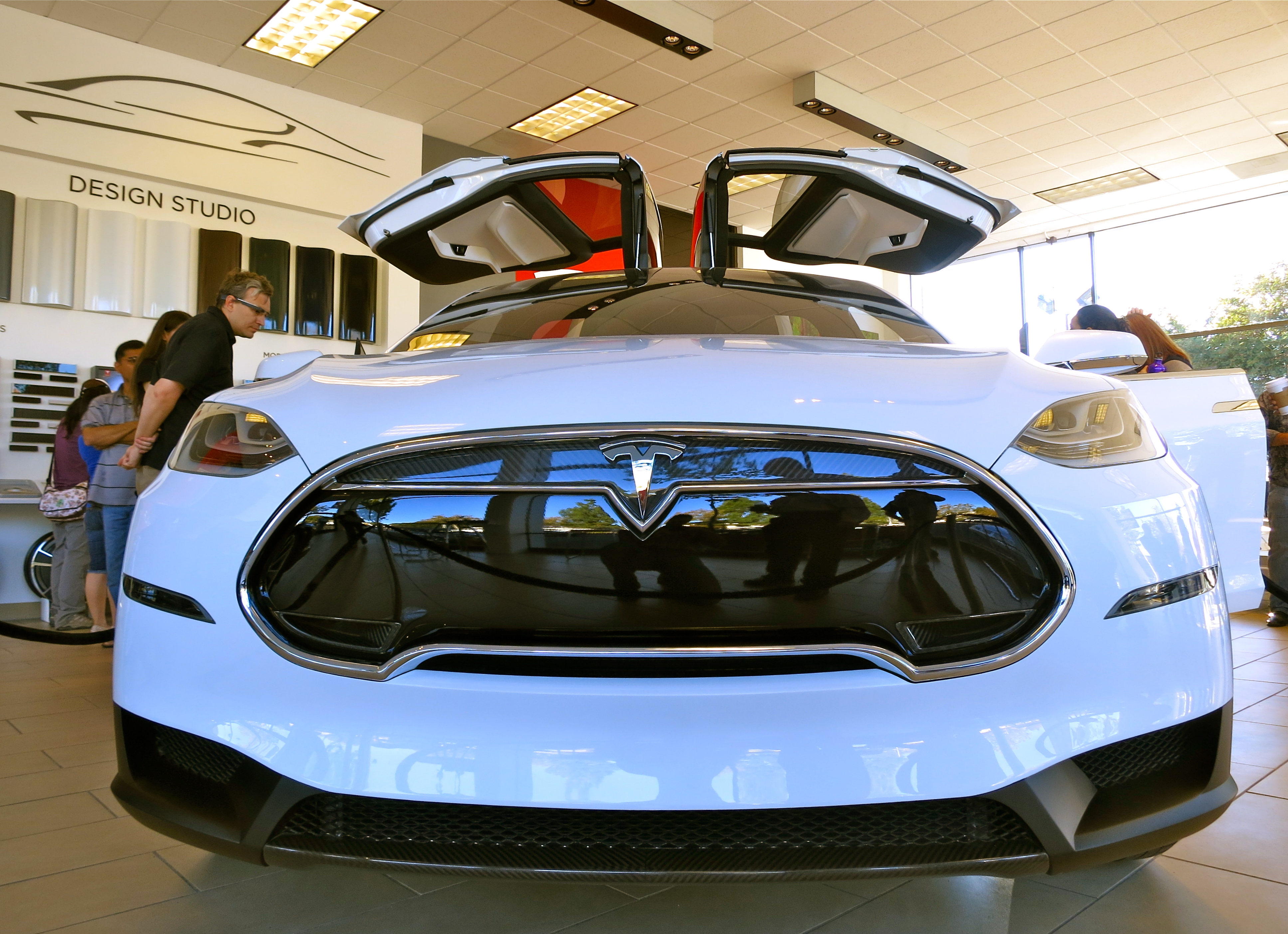
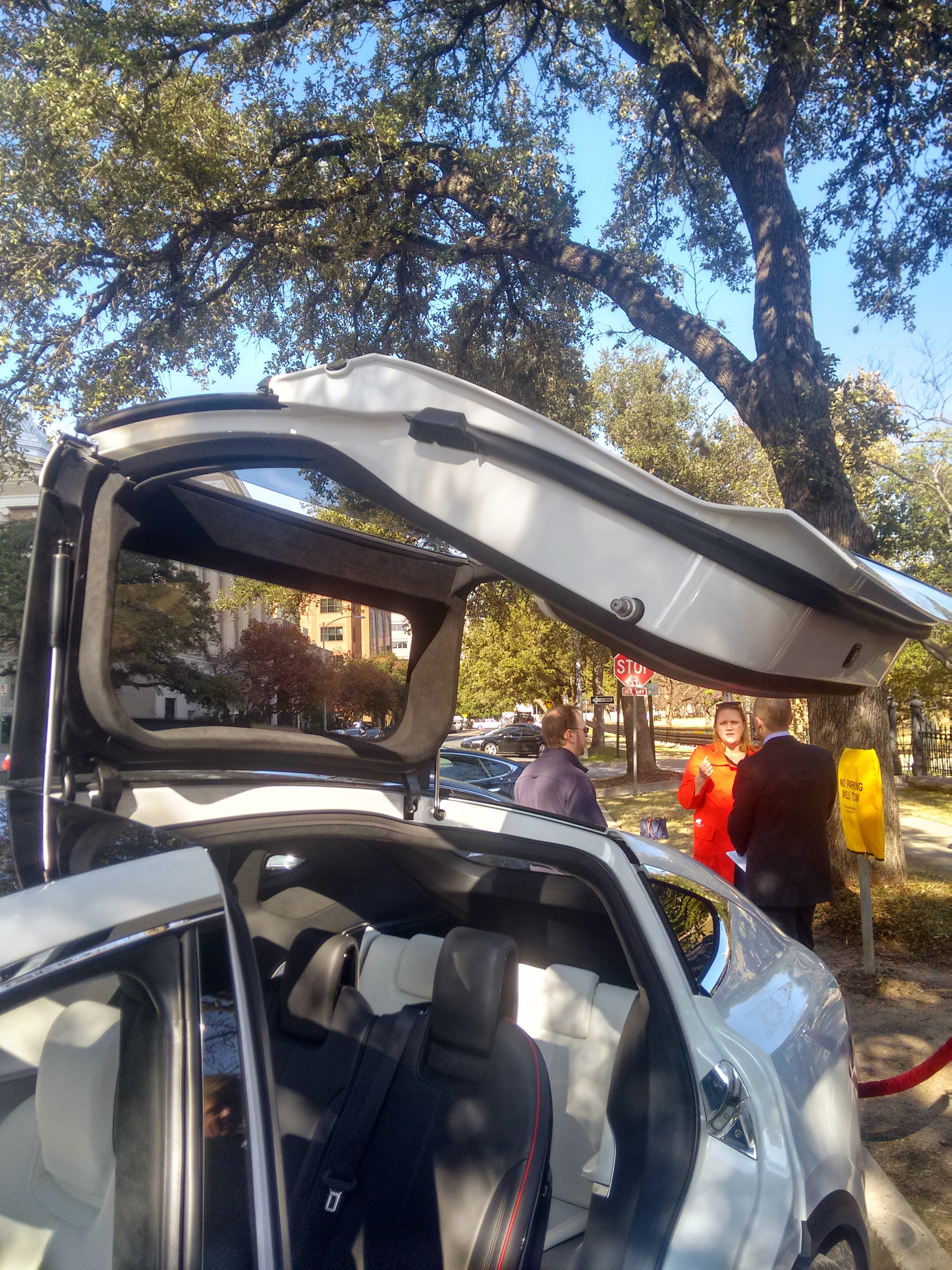
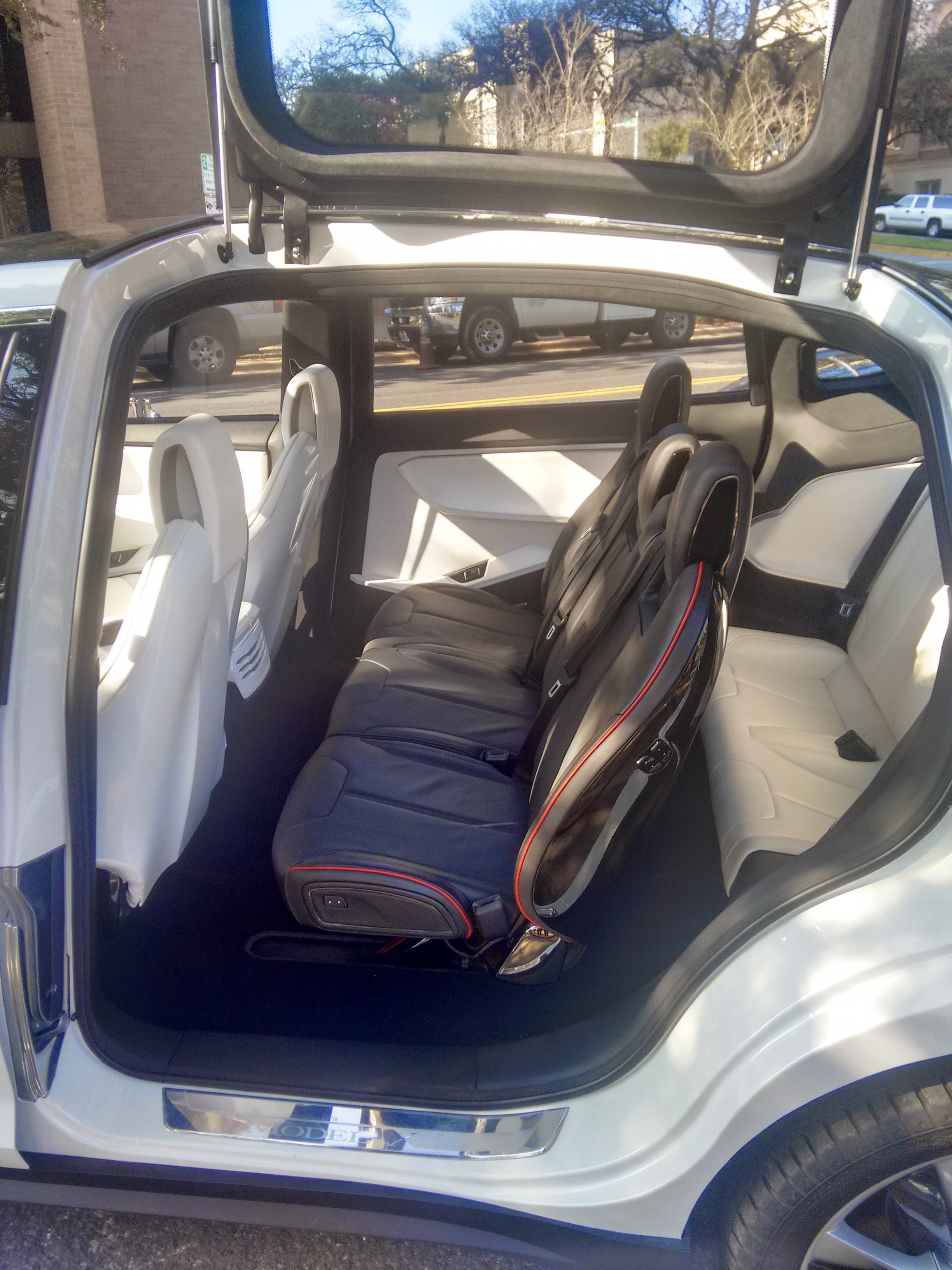
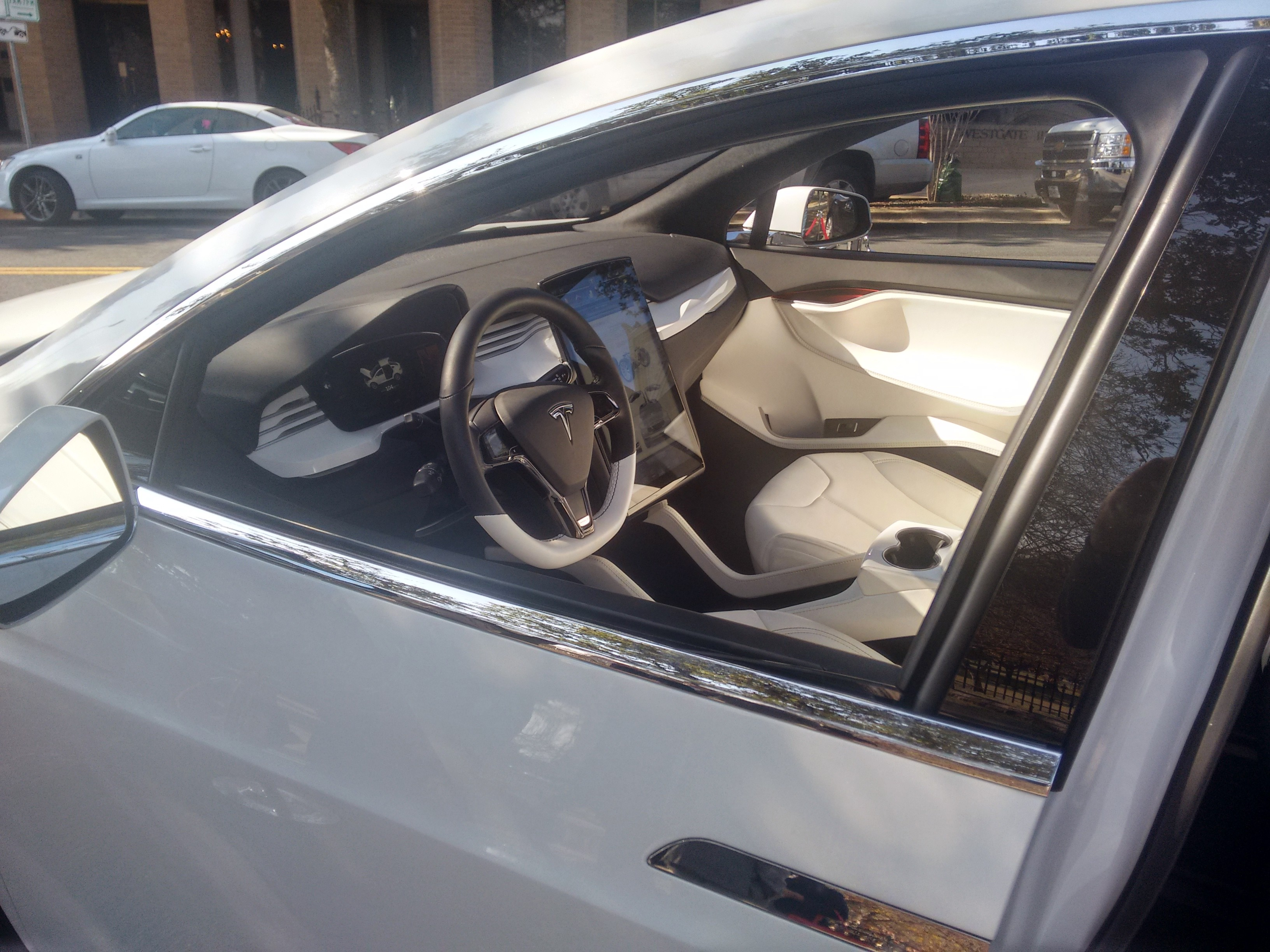
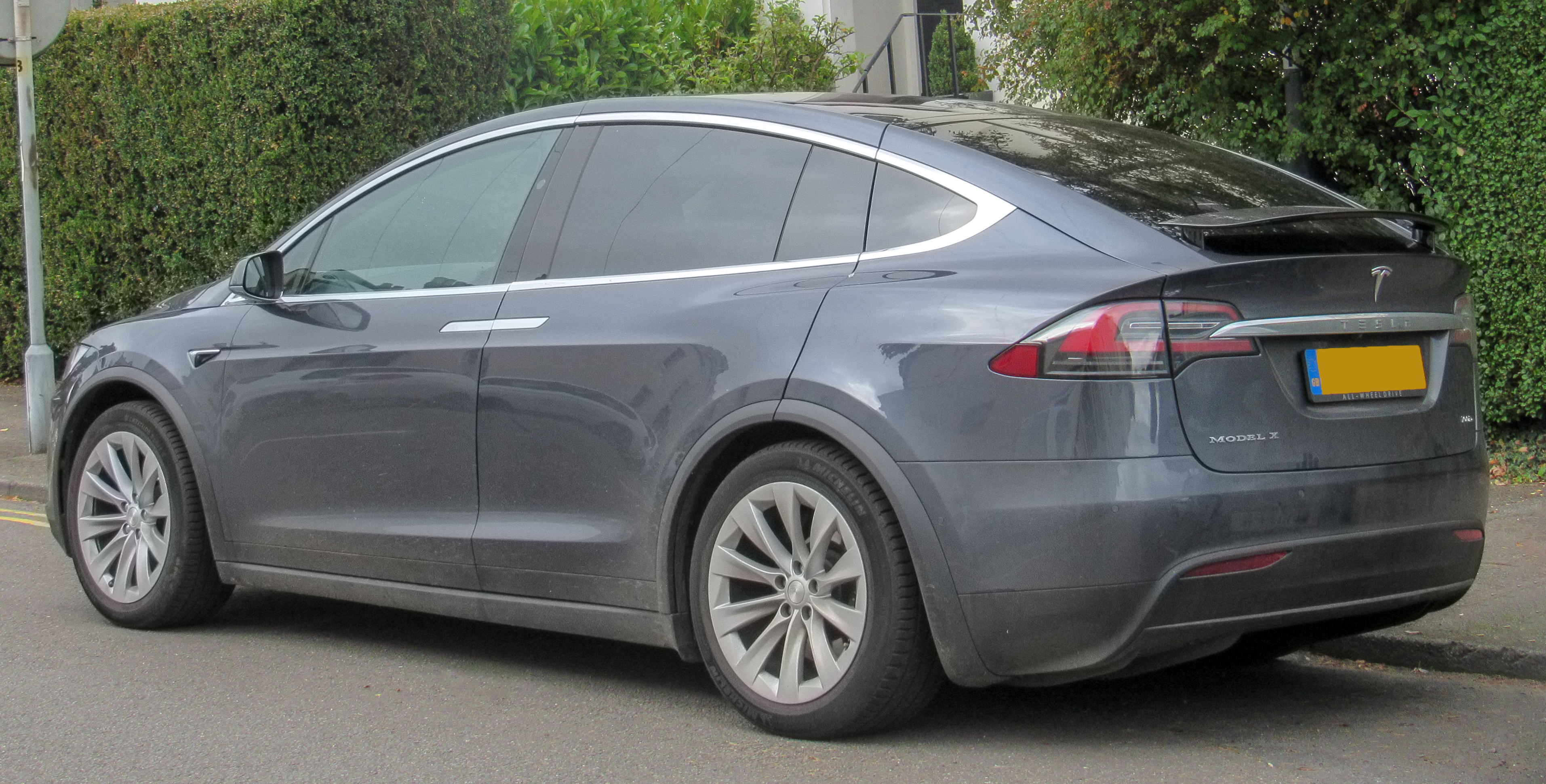
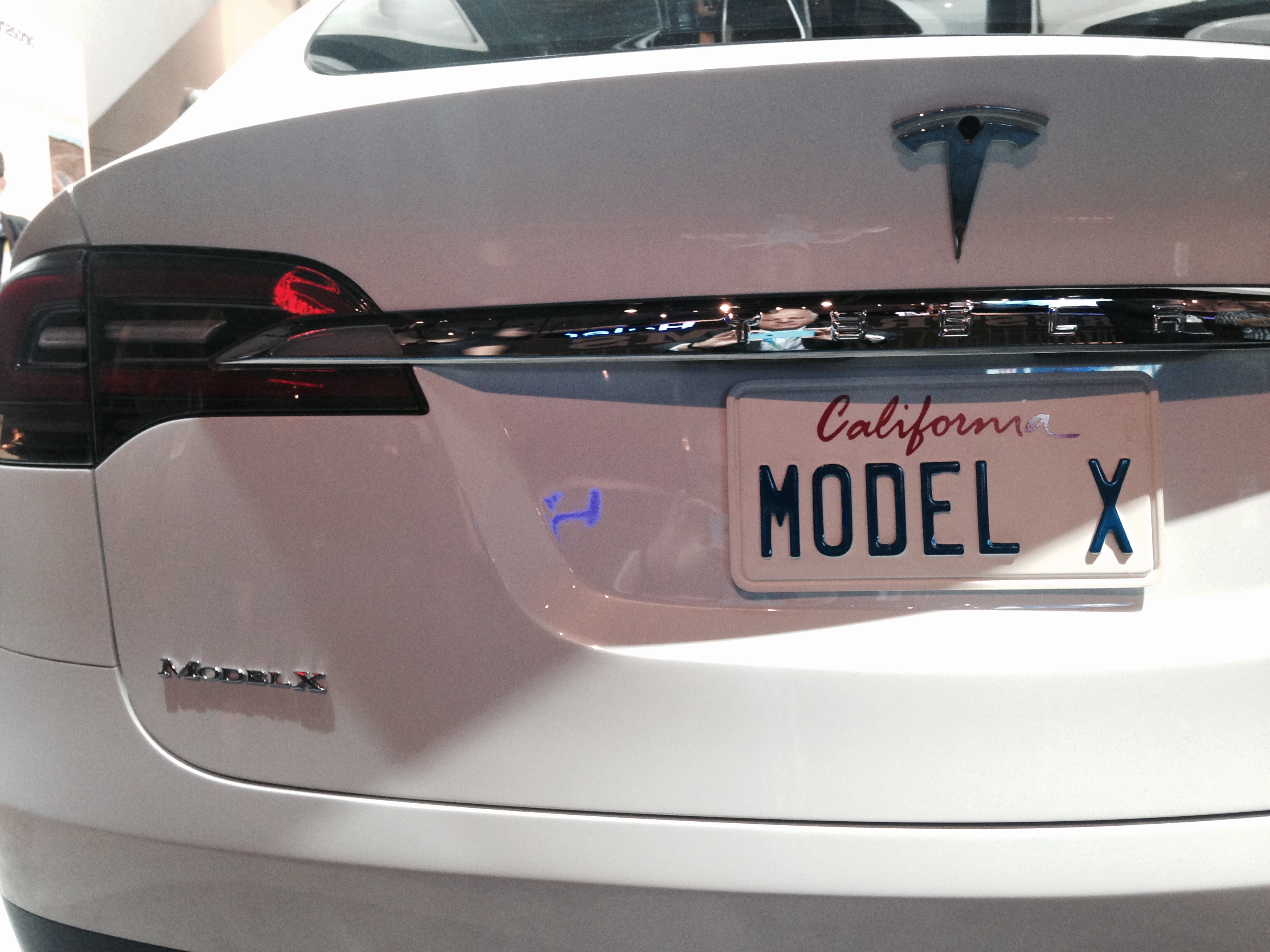
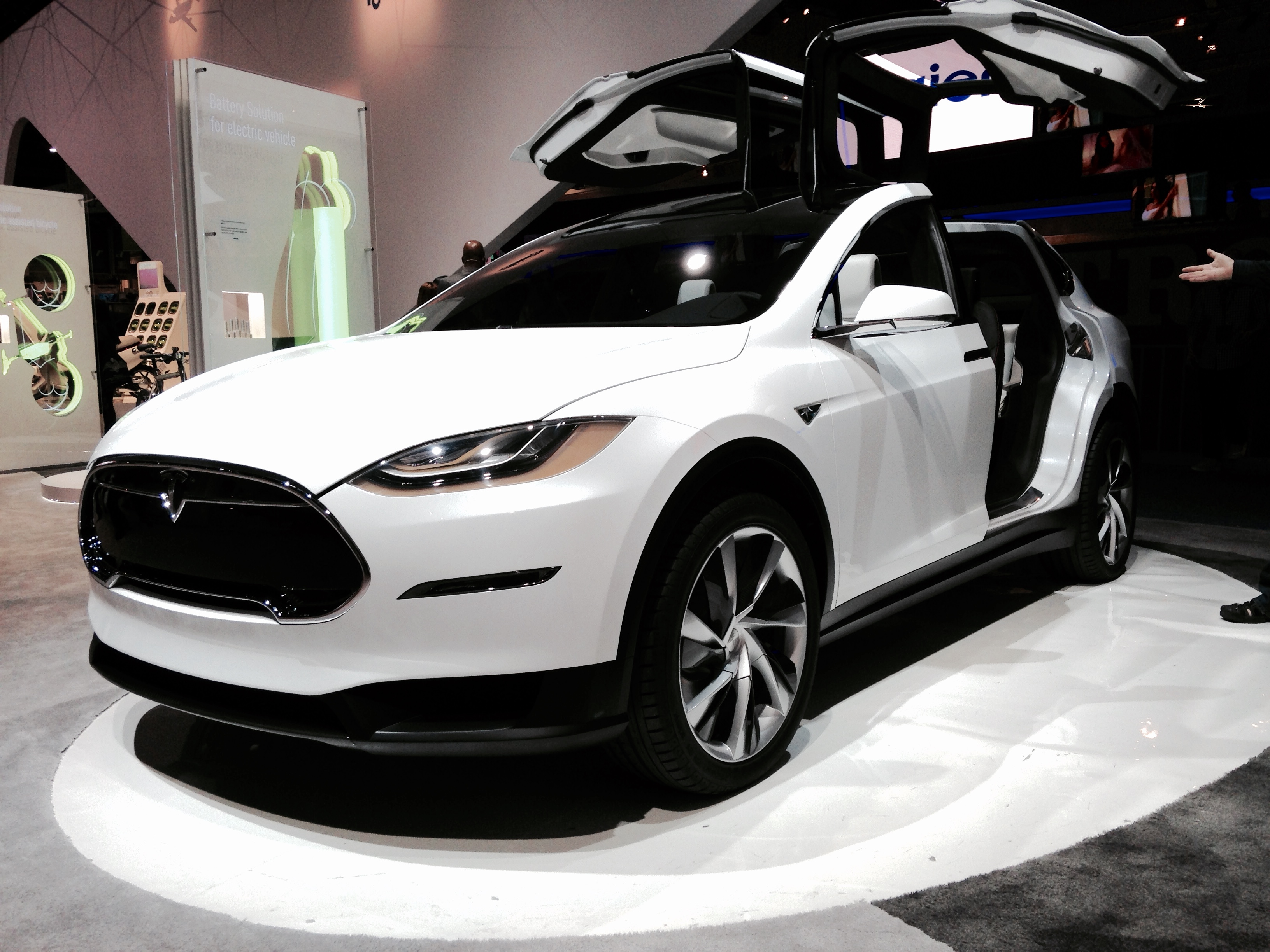